# Медресе Аскар-бий
Медресе Аскар-бий — медресе Бухары, которое не сохранилось до наших дней. Медресе Аскар-бий находится в Гамбари оталик гузари, и было построено Мухаммедом Аскарби. Гамбарийский гузари позже назывался Аскарби. Медресе Аскар-бий было построено в конце 18 века. Ученый-исследователь Абдусаттор Джуманазаров изучил ряд вакфных документов, относящихся к этому медресе, и привел информацию, о этом медресе. В вакфных документах говорится, что Мухаммад Аскарби начал строительство мечети и медресе в Гамбари оталик гузари. Медресе было построено из сырцового кирпича с 12 ячейками, а также из дерева. Северо-восточная сторона медресе имела выход на крыльцо. К западу от медресе находился двор Исматуллы ибн Хасана, к северу-двор Олимджана ибн бадалджана и Устада Назирджана ибн бадалджана, а к югу и востоку просторная дорога. Мухаммад Аскарби пожертвовал для этого медресе имение Халис, состоящее из трех частей и выполненное в армянском стиле в Кохкаше, Пойируд, недалеко от крепости Дабусия, один магазин в Бухарском Регистане. В медресе сам Вакиф был мутавалли (попечитель имущества). После его смерти эту задачу выполняли его потомки. Первый документ об этом пожертвовании был оформлен в 1791 году. Этот документ был подтвержден Кази уль-куззот мир Мухаммад Фузайл ибн мир Мухаммад Амин Абдулбари Азиз. В медресе преподавал мударрисы (учителя). Сохранилось еще много документов о пожертвованиях, касающихся медресе Аскар-бий, которые также содержат информацию о студентах. Садри Зия писал, что в этом медресе было 12 келий. Медресе Аскар-бий состояло из 12 комнат. Это медресе построено в стиле среднеазиатской архитектуры. Медресе было построено из прочного кирпича, дерева, камня и ганча.